# 2026年アジアビーチゲームズ
2026年アジアビーチゲームズ（2026ねんアジアビーチゲームズ、第6回アジアビーチゲームズ、英語: Sixth Asian Beach Games）は、中華人民共和国・海南省三亜市で、2026年4月22日から4月30日に開催予定の国際競技大会である。

## 実施競技
次の競技が実施される。
- アクアスロン（詳細）
- ビーチアスレティクス（詳細）
- ビーチバスケットボール（詳細）
- ビーチハンドボール（詳細）
- ビーチカバディ（詳細）
- ビーチサッカー（詳細）
- ビーチバレー（詳細）
- ビーチウッドボール（詳細）
- ビーチレスリング（詳細）
- ドラゴンボート（詳細）
- 柔術（詳細）
- オープンウォータースイミング（詳細）
- パワーボート（詳細）
- パラモーター（詳細）
- セーリング（詳細）
- スポーツクライミング（詳細）
- サーフィン（詳細）
- テックボール（詳細）
- 水球（詳細）